# Paul Miki
Pour les articles homonymes, voir Miki.
Saint Paul Miki, en japonais : パウロ三木, né vers 1564 près d’Osaka (Japon) et mort (crucifié) le 5 février 1597 à Nagasaki, est un scolastique jésuite japonais qui mourut martyr, avec vingt-cinq autres chrétiens, tous exécutés en répression de la foi chrétienne, lors de la vague de persécution des Chrétiens de 1597. Béatifié en 1627, il fut canonisé par Pie IX en 1862. Il est commémoré le 6 février selon le Martyrologe romain.

## Biographie
Originaire d’Awa (actuelle Tokushima) et fils d’un valeureux capitaine et vassal d'Oda Nobunaga, Paul Miki est baptisé avec ses parents lorsqu’il a cinq ans. En 1580, il est envoyé par son père étudier dans un petit séminaire jésuite dirigé par le missionnaire italien Organtino Gnecchi-Soldo. À cause de la guerre de Kyushu, le séminaire est transféré à Takatsuki.
En août 1586, Miki entre au noviciat des jésuites, à Arie. Il a 22 ans. Après avoir prononcé ses vœux religieux en 1588, il poursuit le cours des études à Amakusa et Nagasaki. Il trouve l’étude de la langue latine particulièrement difficile. Par contre, il est excellent catéchiste et a des dons comme prédicateur. Bien que pas encore ordonné prêtre, il est souvent envoyé à des débats auxquels participent des non-chrétiens.
En 1592, il est nommé comme collaborateur du supérieur provincial, Pedro Gomez, qu’il accompagne à la résidence d'Osaka. De nature généreuse et communicative, sa prédication auprès des samouraïs a du succès.

## Arrestation et crucifiement

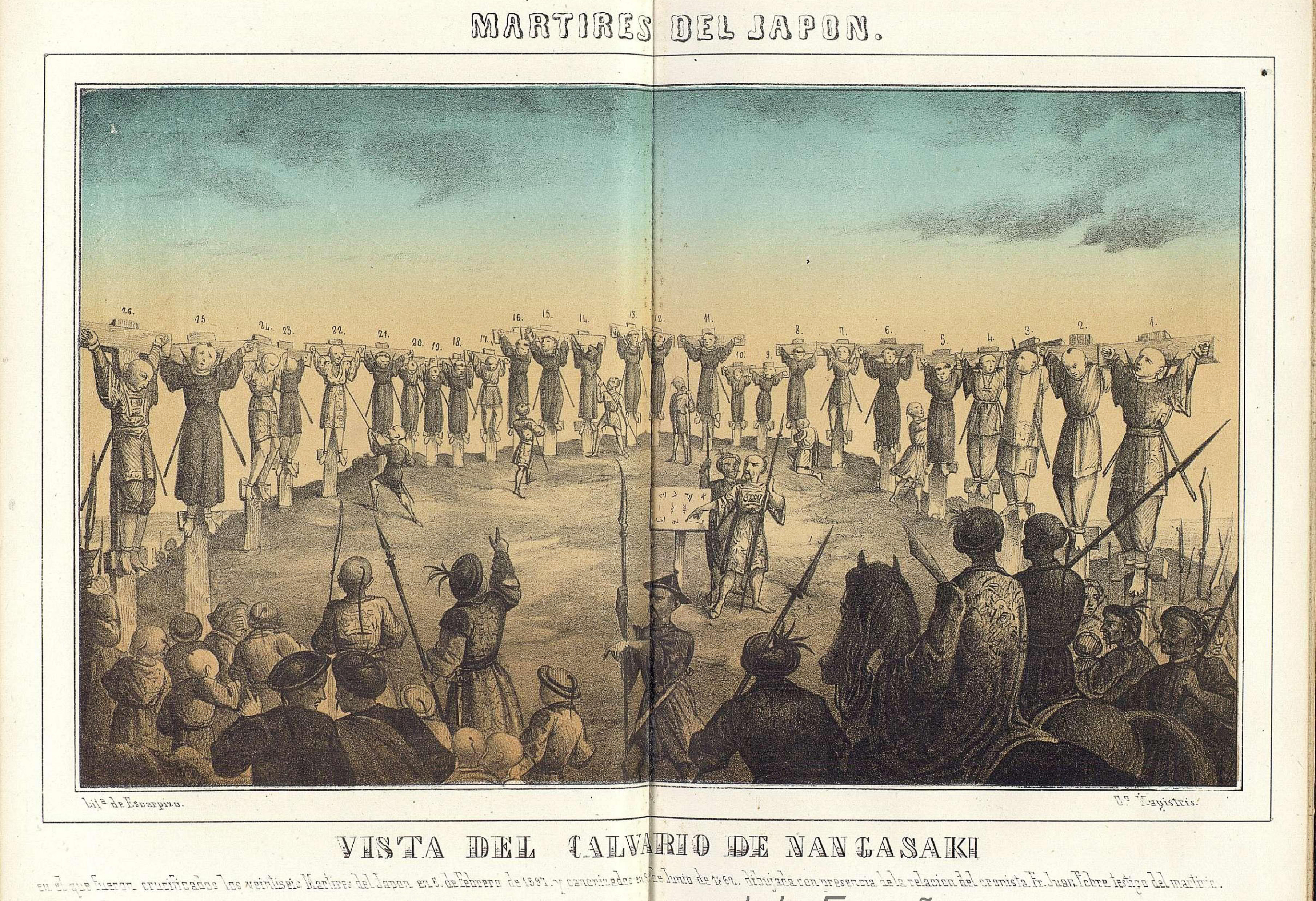
Crucifixion des vingt-six chrétiens (représentation du XIXe siècle).

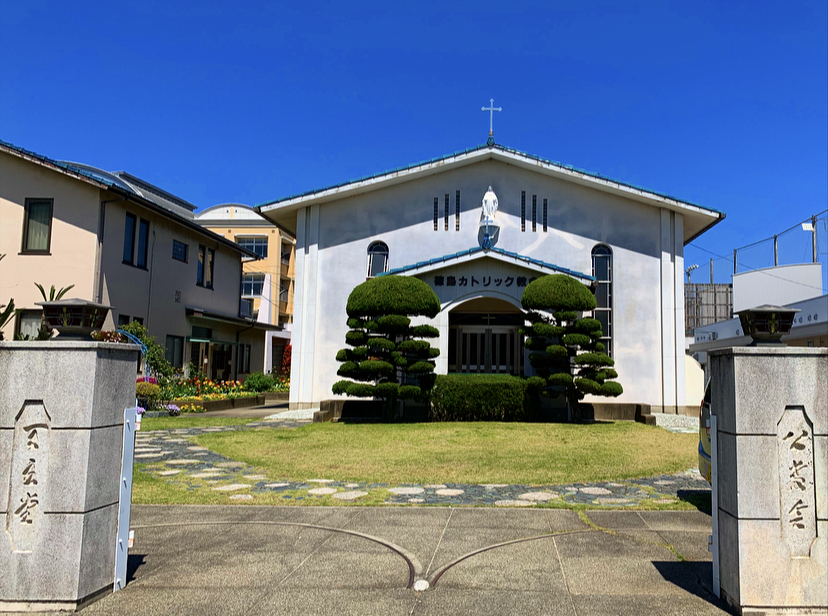
Église catholique Saint-Paul-Miki à Tokushima, Japon.

Le décret du gouverneur Hideyoshi bannissant les missionnaires chrétiens du Japon (en 1587) n'est pas suivi d’effet immédiat, car rarement exécuté. Cependant une crise provoquée par l’arrivée d’un bateau espagnol change la situation. Le 9 décembre 1596, les jésuites étrangers de la maison d’Osaka sont arrêtés. Épargné car japonais, Paul Miki insiste pour se joindre à eux. Son attitude impressionne. En prison, et - comme prisonnier - dans les rues de Kyoto, et le long du chemin de Nagasaki où il est conduit, il ne cesse de prêcher sa foi dans le Christ. 
Le 5 février 1597, quelques heures avant sa mort, il renouvelle ses vœux jésuites. Avec les autres chrétiens, il est ensuite emmené sur la colline de Nishizaka (Nagasaki) faisant face à la mer. Il y est mis en croix. Son dernier sermon est prononcé de la croix, proclamant sa foi chrétienne et affirmant son identité de Japonais et de jésuite, tout en pardonnant à ses bourreaux.

## Vénération
Le courage et la foi des chrétiens faisant face à une mort atroce a un retentissement considérable, aussi bien au Japon, où la foi et le courage des fidèles s’en trouvent renforcés, qu’en Europe. Fait exceptionnel, les martyrs du Japon sont béatifiés dès 1627, par Urbain VIII, à une époque où les chrétiens japonais sont toujours traqués et exécutés. Leur canonisation a lieu en 1862. 